# 海賊ブラッド
『海賊ブラッド』（かいぞくブラッド、原題：Captain Blood）は、1935年のアメリカ映画。

## あらすじ
1685年、国王ジェームズ2世への不満は溜まり、モンマスの反乱も起きているイングランド。
医院に、ジェレミー・ピットが、仲間の助けを求めて駆け込んでくる。ピーター・ブラッド医師は教皇派の穏やかな人物として知られるが、かつてはオランダで航海を学び、6年の冒険の末、開業医となった。治療の場に国王派の将校が現れ、二人を連行する。叛乱にかかわった市民たちは、世論の沸騰もあり、トーントンヘ移送され、裁判を受ける。法廷でブラッドは、医師の義務を果たしただけだと無罪を主張する。また、裁判長ジェフリー卿の体調不良を言い当てるが、叛逆者を助けた罪で絞首刑を宣告される。しかし国王の気まぐれで、男たちは死刑の代わりに、西インド諸島ポート・ロイヤルの植民地に奴隷として送られた。
痛風を患う総督は奴隷を競売にかけ、ビショップ大佐と姪アラベラも同席する。アラベラは反抗的な態度のブラッドを気に入り、10ポンドで買う。農場で過酷な労働が課せられ、奴隷たちは国王の威を借るビショップ大佐に強い恨みを持つようになる。その頃、総督の痛風が悪化し、アラベラは別の医師、ブラッドを推薦する。2か月後、すっかり回復した総督の邸宅でブラッドとアラベラは再会する。ブラッドは彼女に感謝するどころか、奴隷の待遇改善を訴える。二人はお互いを意識しはじめる。
ブラッドは、前の主治医、ワッカーとブロンソンの医院を訪れ、島を去ると仄めかす。島に留まると言う、二人の医師は、慌てて彼を引き留め、脱走に協力しようとする。二人はブラッドを裏切るつもりだが、ブラッドは釘を刺す。ブラッドは奴隷たちに脱走の計画を話す。ピットをはじめ海軍の水夫だった者も多く、船大工のナットールに船を工面させる。ピットとの密談をビショップ大佐に咎められるが、アラベラが庇う。しかしピットは捕らえられる。
ブラッドとアラベラは二人、お互いに今までにタイプの異性に惹かれ合ったことを打ち明ける。ブラッドは強引に口づけるが、アラベラは平手打ちにする。
その深夜、ブラッドは囚われのピットを介抱したために、ビショップ大佐から拷問を受けそうになる。
そこにスペイン国王公認の海賊が襲来する。奴隷たちは混乱に乗じて脱出、スペイン軍艦を略奪する。翌朝、彼らはスペイン軍を攻撃し、一転、街の英雄となる。ビショップ大佐が船を訪れ、感謝として除名嘆願をすると話すが、奴隷たちは大佐を海に投げ落とす。意気揚々と出帆すると、ブラッド達は海賊団を結成する。規律と統率の元、略奪を繰り返し、カリブ海中にその名を轟かせた。一方、ポート・ロイヤルの新総督には、ビショップ大佐が就任した。

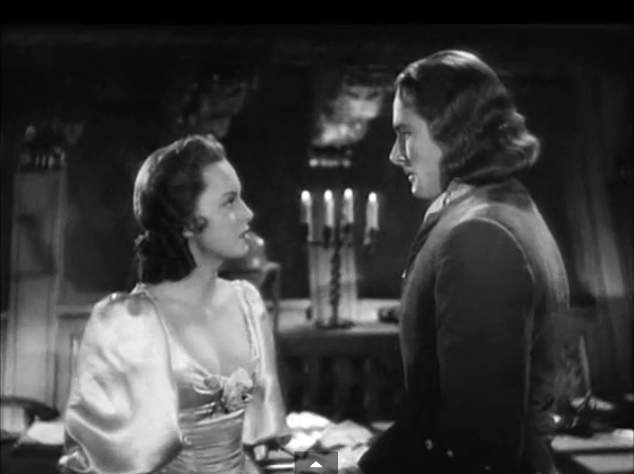
再会したブラッドとアラベラ

トルトゥーガ島で、ブラッドの海賊団とフランスのルバスール船長の海賊団が邂逅し、以後協力し合う。西インド諸島に赴任するウィロビー卿とともに、アラベラは再び船旅をする。海賊の襲撃を受けバージン・マグラ島に囚われる。ブラッドはルバスールと交渉し、激しい決闘の末、アラベラを我が物にする。アラベラは、自分を奴隷にしたブラッドへの反発を隠せない。
ブラッドは、仲間達の反発を撥ね付け、アラベラとウィロビー卿をポート・ロイヤルに送り届けようとする。すると、その時、ポート・ロイヤルをフランス海軍が襲撃する。驚くブラッド達に、ウィロビー卿が情勢を説明する。2か月前にジェームズ2世は退位し、ウィリアム3世の御代になった（名誉革命）。その結果、元国王を支援するフランスとイングランドは戦争に突入していたのだった。
国王の命を受けて赴任する途上のウィロビー卿は、ジェームズ2世への叛乱罪を無罪放免とし、ブラッドの海賊団をイングランド海軍に迎え入れることを提案する。ブラッドの勇名は新国王の耳にも届いていたのだった。大手を振って故郷に帰れると、ブラッド以下海賊たちの士気は高く、フランス海軍を撃破する。
ウィロビー卿は、狩猟で不在のビショップ大佐に代わって、ブラッドを新総督に任命する。何も知らないアラベラは驚き、ついにブラッドへの愛を認める。戻ってきたビショップ大佐は、新総督に謁見し、その正体がブラッドであることに驚くのだった。

## 配役
- ピーター・ブラッド：エロール・フリン
- アラベラ・ビショップ：オリヴィア・デ・ハヴィランド
- ビショップ大佐：ライオネル・アットウィル（英語版）
- ルバスール：ベイジル・ラスボーン
- ウィロビー卿：ヘンリー・スティーブンソン（英語版）
- ジェームズ2世：バーノン・スティール（英語版）